# Red Lights Flash
Red Lights Flash war eine Punkband aus Graz in Österreich. 

## Geschichte
Formiert hat sich die Band 1997. Ihr Ziel war es politische Texte und anspruchsvolle Punkrock-Melodien miteinander zu kombinieren. Nach ihrem ersten Album Stop When… folgten Shows in Österreich und anderen Teilen Europas. Durch den gestiegenen Bekanntheitsgrad konnten sie ihr zweites Album And Time Goes By 2000 bei dem Plattenlabel Household Name Records of London veröffentlichen. Nun konnten sie mit Bands wie Good Riddance, Propagandhi, Strike Anywhere, Satanic Surfers, AFI oder Anti-Flag touren. Durch den Kontakt mit letzteren hatten sie die Chance ihr Album Free auf dem renommierten Anti-Flag-Label A-F Records weltweit zu veröffentlichen. Daraufhin folgten noch Tourneen als Vorband von Rise Against und Alexisonfire sowie die erste Headliner-Tour durch Portugal und Spanien. 2009 veröffentlichten Red Lights Flash ihr viertes Studioalbum For your Safety. Es folgten eine Releasetour, weitere Shows mit A Wilhelm Scream, Rise Against und Anti-Flag sowie ein Auftritt auf Österreichs größten Musikfestival Nova Rock. Am 19. Oktober 2010 gab die Band auf ihrem MySpace-Profil ihre Trennung bekannt.

## Diskografie
Alben
- 1998: Stop When… (Remedy Records)
- 2000: And Time Goes By (Household Name Records of London, Rise or Rust Records)
- 2004: Free (A-F Records)
- 2006: Provokant Wertvoll (10"-Split mit Rentokill, Rise or Rust Records / Broken Heart Records)
- 2009: For Your Safety (Red Lights Flash Records)